# Агитбригада «Бей врага!»
«Агитбригада „Бей врага!“» — российский художественный фильм российского режиссёра Виталия Мельникова (2007).
Сюжет фильма основан на реальных событиях из биографии режиссёра Виталия Мельникова.

## Сюжет
Агитбригада «Бей врага!» — это группа артистов, которые во время войны ездят по Сибири, останавливаются в каждом посёлке, дают концерты и показывают кино, чтобы поддерживать дух населения.

## Критика
Фильм получил сдержанно-положительные оценки критиков.
Обозреватель «Новой газеты» Лариса Малюкова назвала фильм «прощанием и объяснением в любви советскому кино», заметив, что несмотря на нехватку в картине внутренней динамики, Мельникову удалось создать ретротрагикомедию в духе 1960—1970-х годов.

## В ролях
| Актёр              | Роль                                             |
| ------------------ | ------------------------------------------------ |
| Виктор Сухоруков   | Никанор Васильевич Калинкин (контуженный солдат) |
| Кирилл Пирогов     | Вадим                                            |
| Наталья Ткаченко   | Вера                                             |
| Анна Данилова      | Зинка                                            |
| Никита Лейтланд    | Раднэр                                           |
| Алексей Девотченко |                                                  |
| Людмила Зайцева    | Устинья Гавриловна                               |
| Оксана Мысина      | Серафима Ивановна                                |
| Георгий Пицхелаури | Степастяк                                        |
| Шерхан Абилов      | калмык                                           |

## Съёмочная группа
- Автор сценария: Виталий Мельников
- Режиссёр: Виталий Мельников
- Оператор: Сергей Астахов
- Художник: Владимир Дятленко
- Композитор: Сергей Баневич

## Награды и номинации
Награды
- Главный приз кинофестиваля в Онфлёре (Франция)

Номинации
- Премия «Золотой орёл» за лучшую мужскую роль в кино (Виктор Сухоруков)[5][6]
- Премия «Белый слон» за лучшую главную мужскую роль (Виктор Сухоруков)